# 趙丕廉
趙 丕廉（ちょう ひれん、1882年 - 1961年1月5日） は、中華民国の政治家・教育者。閻錫山率いる山西派の有力幹部の一人である。字は芷青、別号は麓台。

## 事跡

### 山西派への加入
1909年（宣統元年）、乙酉科抜貢となる。山西大学堂入学後に、秘密裏に中国同盟会に加入した。辛亥革命が勃発すると、趙丕廉も革命派として蜂起に参加している。
中華民国成立後は、同郷の山西派指導者の閻錫山により山西軍政府秘書長に起用された。以後、山西都督府参議、国民党山西省党部理事を歴任した。1914年（民国3年）、第二革命（二次革命）失敗の影響もあり、安徽省に逃れ、省教育庁で官職に就く。袁世凱死後の1916年（民国5年）に山西省に戻り、県長等を歴任した後に山西省立国民師範学校校長に就任、さらに教育学院を創設した。
1926年（民国15年）秋、山西教育会長として趙丕廉は上海へ赴いた。実はこのときの趙丕廉は閻錫山の密命を受けており、同時に武漢へ赴いて国民政府と閻錫山の易幟につき交渉している。易幟後、趙丕廉は山西省政府農工庁庁長に任ぜられ、あわせて国民革命軍第3集団軍政治部主任に任ぜられた。1928年（民国17年）3月、閻錫山が国民政府内政部部長に任ぜられると、あわせて趙丕廉も内政部次長に任ぜられる。同年10月、山西派で同僚の趙戴文が国民政府内政部部長代理となり、引き続き趙丕廉がこれを補佐した（翌年1月まで）。同年、趙丕廉は賑務委員会常務委員となっている。

### 国民政府での活動

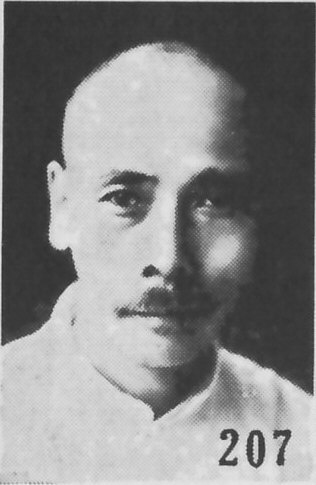
趙丕廉別影（『最新支那要人伝』1941年）

1929年（民国18年）3月、趙丕廉は中国国民党第3期中央執行委員候補に選出され（以後第6期まで同様）、山西省党部指導員も兼ねた。7月、河北省政府委員に任ぜられている。1930年（民国19年）1月、閻錫山を含む反蔣介石派が北平で拡大会議を開催すると、趙丕廉は組織部委員となった。しかし同年の中原大戦で閻錫山が敗退すると、趙丕廉は国民党を除名され、天津に一時引退している。
1931年（民国20年）の満州事変とともに趙丕廉は復帰し、1932年（民国21年）1月に蒙蔵委員会副委員長に就任した。1935年（民国24年）11月、太原綏靖公署駐京弁事処主任に任命され、国民政府中央と閻錫山との連絡調整を担っている。戦後は制憲・行憲の両国民大会に代表として選出されたが、国共内戦末期に政界から引退し、北平で商売をして過ごした。
中華人民共和国成立後も趙丕廉は大陸に留まった。中国国民党革命委員会（民革）に所属し、北京市文史館館員、中国人民政治協商会議山西省委員会委員などを務めた。
1961年1月5日、北京市にて病没。享年80。